# Station Watermaal
Station Watermaal (Frans: Watermael) is een spoorwegstation in de Brusselse gemeente Watermaal-Bosvoorde (België). Het station staat in Watermaal, langs spoorlijn 161 (Brussel - Namen).
Het beeldbepalend gebouw met lokettenhal en woning van de stationschef werd ontworpen rond 1884 door architect Émile Robert op basis van een typeplan. Hij voorzag in speklagen van afwisselend rode baksteen en crèmekleurige natuursteen. Aan de perronkant is een markies aangebracht om de reizigers te beschutten. Het station vormde een inspiratiebron voor de schilder Paul Delvaux, die vlakbij woonde. In 1906 mocht ‘Watermael’ de eerste publieke telefoon in België verwelkomen. Dankzij de renovatie van 1999-2000 kwamen de rode bakstenen met witte strepen terug. Aan de straatkant werden zwarte lantaarnpalen geplaatst als knipoog naar Delvaux.
Slechts 100 meter van het station, op de kruisende spoorlijn 26, is een nieuw station gebouwd in het kader van het GEN. Dit station heet Station Arcaden, naar het nabijgelegen plein. Het oude stationsgebouw is in gebruik als polyvalente zaal.

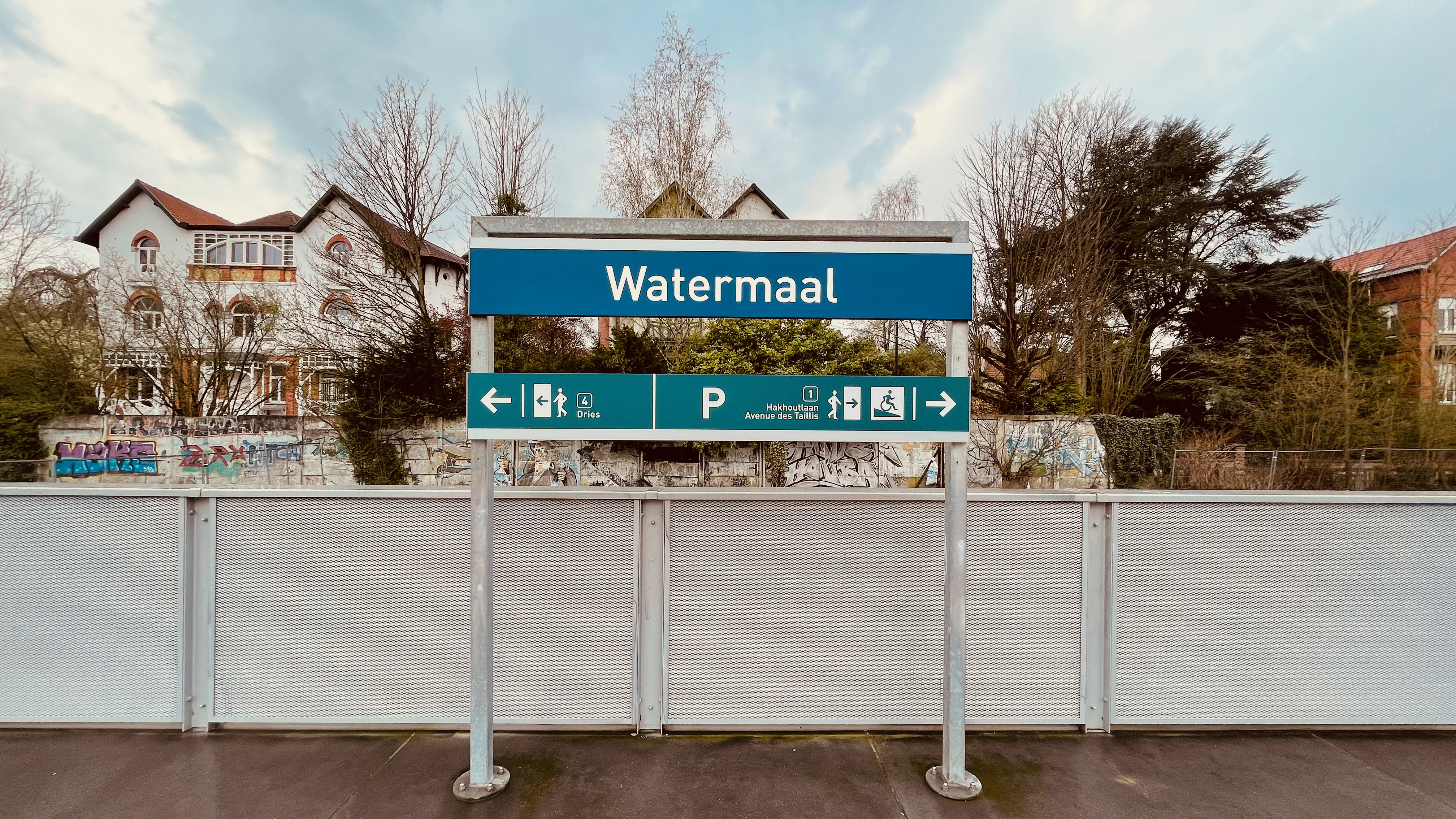
Plaatsnaambord op een perron

## Treindienst
| Serie | Treinsoort | Route                                                                                | Bijzonderheden |
| ----- | ---------- | ------------------------------------------------------------------------------------ | --- |
| S 8   | GEN (NMBS) | Zottegem – Brussel-Zuid – Brussel-Schuman – Watermaal – Ottignies – Louvain-la-Neuve | Rit naar Zottegem rijdt niet in het weekend. Een rit rijdt dagelijks tussen Brussel-Zuid - Ottignies. Een rit rijdt dagelijks tussen Ottignies - Louvain-la-Neuve. |

## Galerij

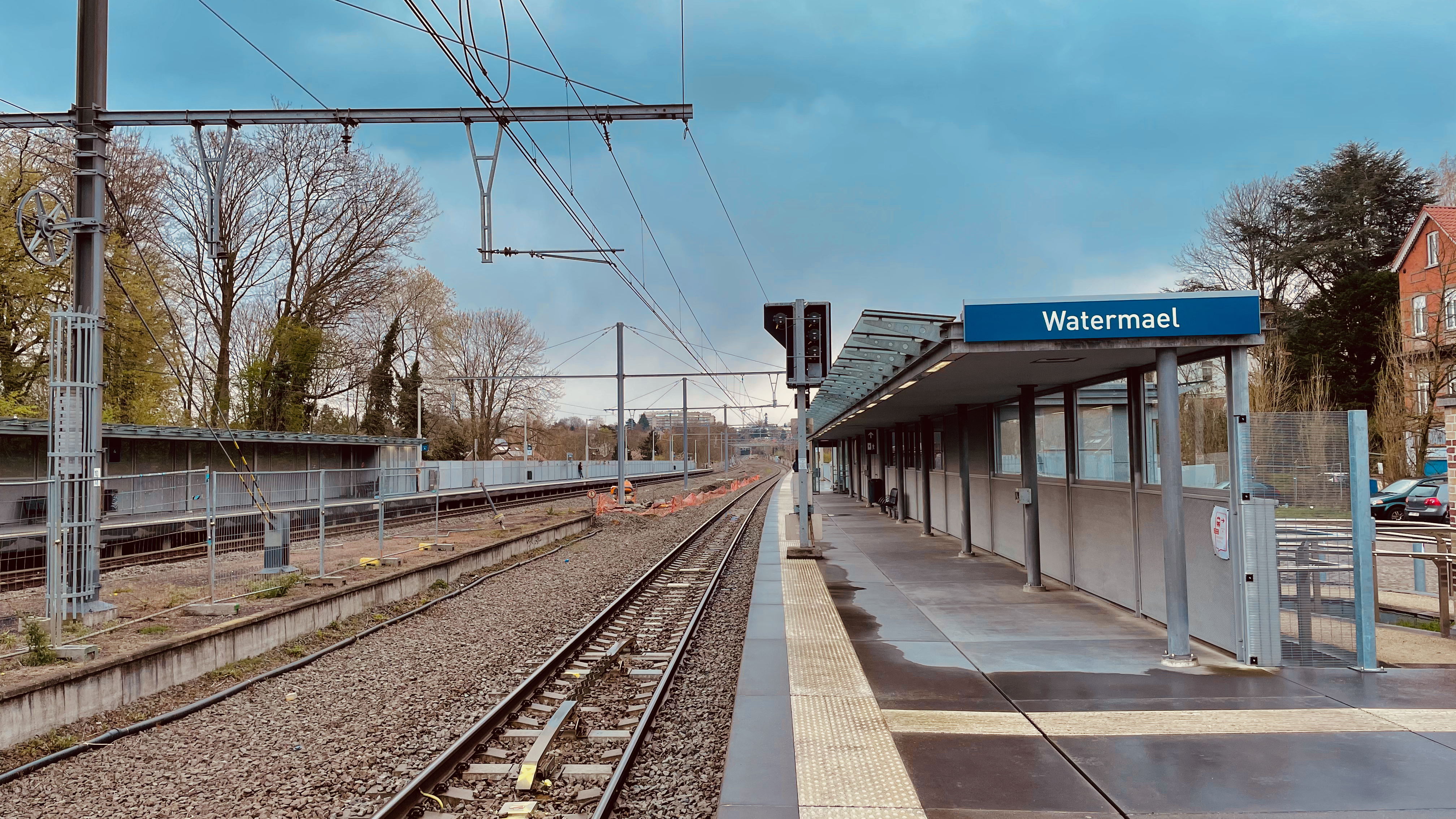
Zicht op de perrons
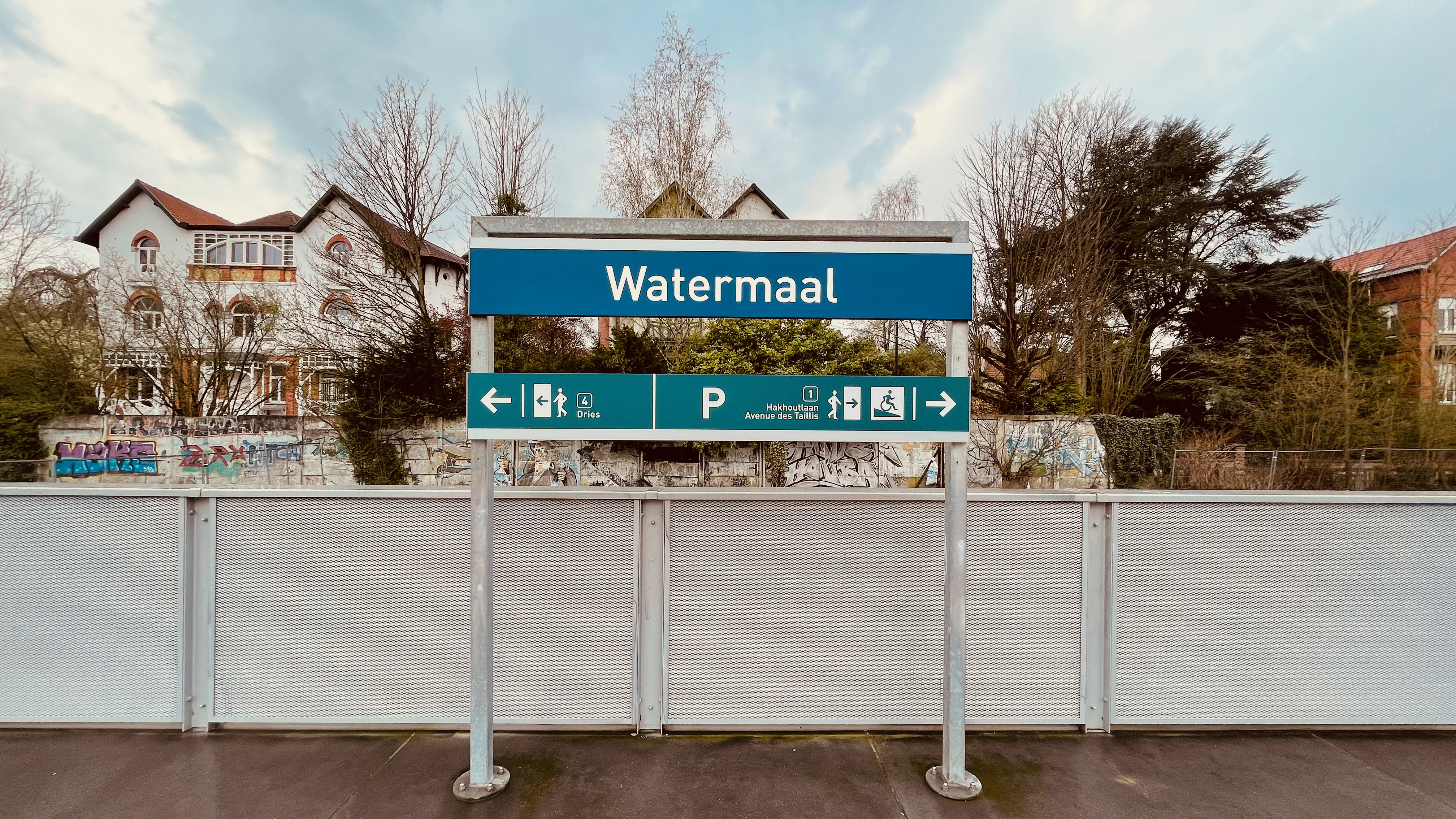
Plaatsnaambord op een perron

## Reizigerstellingen
De grafiek en tabel geven het gemiddeld aantal instappende reizigers weer op een week-, zater- en zondag.
| Tabel: aantal instappende reizigers station Watermaal | Tabel: aantal instappende reizigers station Watermaal | Tabel: aantal instappende reizigers station Watermaal | Tabel: aantal instappende reizigers station Watermaal |
|                                                       | Weekdag                                               | Zaterdag                                              | Zondag                                                |
| ----------------------------------------------------- | ----------------------------------------------------- | ----------------------------------------------------- | ----------------------------------------------------- |
| 1977                                                  | 301                                                   | 40                                                    | 3                                                     |
| 1978                                                  | 280                                                   | 33                                                    | 19                                                    |
| 1979                                                  | 242                                                   | 73                                                    | 50                                                    |
| 1980                                                  | 225                                                   | 66                                                    | 56                                                    |
| 1981                                                  | 247                                                   | 68                                                    | 56                                                    |
| 1982                                                  | 209                                                   | 50                                                    | 55                                                    |
| 1983                                                  | 219                                                   | 108                                                   | 48                                                    |
| 1984                                                  | 225                                                   | 60                                                    | 62                                                    |
| 1985                                                  | 217                                                   | 74                                                    | 72                                                    |
| 1986                                                  | 188                                                   | 65                                                    | 56                                                    |
| 1987                                                  | 245                                                   | 87                                                    | 104                                                   |
| 1988                                                  | 165                                                   | 115                                                   | 41                                                    |
| 1989                                                  | 267                                                   | 96                                                    | 41                                                    |
| 1990                                                  | 152                                                   | 47                                                    | 32                                                    |
| 1991                                                  | 172                                                   | 50                                                    | 46                                                    |
| 1992                                                  | 209                                                   | 71                                                    | 49                                                    |
| 1993                                                  | 169                                                   | 77                                                    | 60                                                    |
| 1994                                                  | 177                                                   | 76                                                    | 43                                                    |
| 1995                                                  | 154                                                   | 84                                                    | 73                                                    |
| 1996                                                  | 145                                                   | 76                                                    | 40                                                    |
| 1997                                                  | 162                                                   | 81                                                    | 57                                                    |
| 1998                                                  | 144                                                   | 66                                                    | 51                                                    |
| 1999                                                  | 163                                                   | 72                                                    | 52                                                    |
| 2000                                                  | 186                                                   | 82                                                    | 72                                                    |
| 2001                                                  | 197                                                   | 65                                                    | 40                                                    |
| 2002                                                  | 167                                                   | 56                                                    | 56                                                    |
| 2003                                                  | 178                                                   | 88                                                    | 50                                                    |
| 2004                                                  | 188                                                   | 104                                                   | 67                                                    |
| 2005                                                  | 250                                                   | 92                                                    | 73                                                    |
| 2006                                                  | 183                                                   | 130                                                   | 62                                                    |
| 2007                                                  | 172                                                   | 65                                                    | 54                                                    |
| 2008                                                  | -                                                     | -                                                     | -                                                     |
| 2009                                                  | 232                                                   | 75                                                    | 63                                                    |
| 2010                                                  | -                                                     | -                                                     | -                                                     |
| 2011                                                  | -                                                     | -                                                     | -                                                     |
| 2012                                                  | 188                                                   | 70                                                    | 82                                                    |
| 2013                                                  | 146                                                   | 62                                                    | 60                                                    |
| 2014                                                  | 182                                                   | 65                                                    | 85                                                    |
| 2015                                                  | 191                                                   | 106                                                   | 78                                                    |
| 2016                                                  | 245                                                   | 73                                                    | 49                                                    |
| 2017                                                  | 200                                                   | 98                                                    | 72                                                    |
| 2018                                                  | 185                                                   | 79                                                    | 66                                                    |
| 2019                                                  | 194                                                   | 129                                                   | 133                                                   |
| 2020                                                  | 157                                                   | 142                                                   | 114                                                   |
| 2021                                                  | -                                                     | -                                                     | -                                                     |
| 2022                                                  | 218                                                   | 175                                                   | 162                                                   |
| 2023                                                  | 308                                                   | 206                                                   | 193                                                   |
| 2024                                                  | 336                                                   | 212                                                   | 136                                                   |